# Kap Flissingski
Das Kap Flissingski (russisch Мыс Флиссингский Mys Flissingski) ist ein Kap an der Karasee, auf der Nordinsel des Archipels Nowaja Semlja in der russischen Arktis. Es ist der östlichste Punkt Europas.
Das Kap ist meist vereist und bildet eine 28 m hohe Klippe. Es markiert den östlichsten Punkt der Insel und befindet sich 47 km südöstlich des Kaps Zelanija (Kap der Wünsche), des nördlichsten Punktes der Insel. Etwa drei Kilometer nordwestlich mündet der Fluss Owraschistaja, sieben Kilometer südöstlich der Fluss Uschtschelje. Knapp zweieinhalb Kilometer südöstlich liegt das Kap Buruny. Das Kap Flissingski trennt die Bucht Avariny im Norden von der Andromeda-Bucht im Süden. Auf topografischen sowjetischen Karten war östlich des Kaps eine Insel verzeichnet. Das Kap liegt im Nationalpark Russische Arktis.
Das Kap wurde 1596 vom niederländischen Seefahrer Willem Barents entdeckt, der nördlich von Nowaja Semlja die Nordostpassage suchte. Er benannte es nach der niederländischen Stadt Vlissingen ’t Vlissinger Hooft, wie auf einer Karte im Atlas van Loon von 1664 zu sehen ist, die auf den Ergebnissen der Barents-Expedition beruht. Nur etwa 50 Kilometer südlich des Kaps kam die Expedition allerdings wegen des Eises nicht weiter und Barents musste auf der Insel überwintern. Im nächsten Frühling kam das Schiff nicht frei, also bauten die Expeditionsteilnehmer aus dem Rumpf zwei Boote und brachen damit auf. Nur sechs Tage nach dem Aufbruch starb Barents, vermutlich an Skorbut. Die Hütte, die die Teilnehmer zur Überwinterung errichteten (Het Behouden Huys), und ein Kreuz für Barents stehen noch heute in der Nähe des Kaps.